# 安达曼-尼科巴群岛
安達曼-尼科巴群島（英語：Andaman and Nicobar Islands）是印度的中央直辖区，处于孟加拉湾中，缅甸以南，距离印度大陆800公里。安达曼群岛（群島的北邊）的安达曼语系语言独成一体，和亚洲大陆的语言没有同源关系。尼科巴群岛（群島的南邊）的传统语言尼科巴语是南亚语系裏非常独特的语言。

## 名稱來源

安達曼-尼科巴群島和額外詳細的布萊爾港周圍地圖

安达曼（Andaman）这个名字来自Handuman，是马来语对印度猴神哈奴曼（Hanuman）的称谓。而尼科巴（Nicobar）這個字在馬來語的意思就是「裸人國」。

## 歷史

### 最初的居民
安達曼最早的考古證據可追溯到大約2200年前。遺傳和文化研究則表明，安達曼土著可能是在距今3萬多年前的舊石器時代中期與其他族群分開。從那時起，安達曼人分化成語言和文化上獨特的族群。
尼科巴群島似乎居住著各種背景的族群。到與歐洲接觸時，土著居民已形成說一種南亚语系語言的尼科巴人以及沙姆彭人；沙姆彭語的隸屬關係還不確定。兩種語言都與安達曼語無關。

### 朱羅王朝時期
拉真陀羅一世（公元1014–1042年）將安達曼和尼科巴群島作為海軍基地，發動了對三佛齊帝國（現代印度尼西亞）的遠征。

### 中國的古代記載
中國的古籍中，較早對該群島的記錄，有《大唐西域求法高僧傳》，義淨將尼科巴島稱為「裸人國」，指島民以椰子、芭蕉、籐竹器來求換鐵器，大如兩指的鐵可換得椰子五至十個。又說島上居民都不穿衣服，婦女只以片葉遮形，即使商人給他們衣服也不要。又記島上居民「容色不黑、量等中形」，以「盧呵」（鐵）最珍貴。如果對方不願貿易，就會放毒箭殺害對方。
大約在9世紀，阿拉伯人亦透過航海發現這兩個群島。他們的紀錄，亦是西方世界現時對這兩群島的最早期紀錄。
宋人趙汝適《諸蕃志》「海上雜國」條，稱「晏陀蠻國，自藍無里去細蘭國，如風不順，飄至一所，地名晏陀蠻，海中有一大嶼，內有兩山，一大一小，其小山全無人煙，其大山周圍七十里。山中之人身如黑漆，能生食人，船人不敢艤岸。山內無寸鐵，皆以硨磲蚌殼磨銛為刄。」又指島上有聖跡渾金床，承一死人，有大蛇保護，經代不朽。又指島上有井會流出聖水，凡水流過的沙石都會變成金。
元朝馬可孛羅的著作亦有提及到這兩個群島，但他的著作只記錄了「當地住着一些樣子像狗一樣的食人族」。
明朝《瀛涯勝覽》錫蘭條稱之為「桉篤蠻」，指「自帽山南放洋，好風向東北行三日，見翠藍山在海中，其山三四座，惟一山最高大，番名桉篤蠻山」，又指島上的人「巢居穴處，男女赤體，皆無寸絲，如獸畜之形。土不出米，惟食山芋、波羅蜜、芭蕉子之類，或海中捕魚蝦而食。」又傳說當地人如果有寸布在身就會生爛瘡，原因是以前佛陀在此澡浴時衣服被島民偷掉，因此被咒不能穿衣。

### 自由印度時期
1943年至1945年期間成為大日本帝國扶持的自由印度臨時政府的一部份。

### 現代
2004年印度洋大地震所引发的海啸导致安达曼群岛和尼科巴岛7000多人死亡，还有万人后消失无踪，是印度受灾最严重的地区。

## 行政区划
安达曼-尼科巴群岛分为3个县，县下设乡。
- 中北安达曼县
- 南安达曼县
- 尼科巴县

## 交通

### 航空
韋埃爾·薩瓦卡國際機場